# 童可可
童可可（1992年1月27日—），本名王微雨，為湖南省長沙市人，中國内地女歌手、演員，畢業於湖南長沙學院。

## 歌唱事業
2013年5月發行EP《多莉寶貝》。
2014年2月，發行首張個人專輯《白砂糖女孩》。同年11月15日擔任酷狗繁星網S.I.N.G女團偶像大賽成都半決賽評委》。
2015年1月發行第二張專輯《小光芒》，同年4月23日獲得酷音樂亞洲盛典流行榜年度最熱搜索獎。
2016年1月10日，獲得繁星主播年度最佳女歌手、繁星年度十大金曲，同年2月 再发预热新单曲《小秘密》同年5月，發行第一張數字專輯《非童小可》。同年8月，童可可發行夏日單曲《怪我咯》。
2017年4月25日，獲得粉丝最受欢迎女艺人奖。
2017年11月29日，童可可发行抒情甜蜜单曲，同时是《龙日一，你死定了》第一季网剧插曲：《把幸福冰一下》
2018年3月30日，童可可发行抒情原创作词作曲《厮守》
2018年12月，所属经纪公司签约到期结束合约。

## 戲劇事業
2014年，3月參演微電影《反恐行動之大片兒》 ，同年4月22日與宋孟君出席第二屆南方微電影頒獎盛典，《反恐行動之大片兒》獲得網絡人氣王獎。
2015年，參演仙劍之父姚壯憲親自監製的跨次元互動網劇《仙劍客棧》。
2016年1月15日，主演青春電影《哎喲青春期》。同年3月參演 搜狐视频与亿奇娱乐联合出品都市幻想網劇《器靈》第一季以及第二季。
第一季已于同年11月16号正式播出,第二季已于2017年12月22播出，2018年1月26全集播映完结。
同年8月參演《女寝夜谈之鬼室友》已于2017年6月1日于优酷视频独家播出。

## 電視劇
- 2018年：《萌族酷狗侦探》

## 網路劇
- 2014年：《贵圈真乱》 飾 可可
- 2015年：《仙劍客棧》 飾 阿奴
- 2016年：《器靈》 飾 夏知秋[6]
- 2017年：《器靈2》 飾 夏知秋[7]

## 微電影
- 2013年：《反恐行动之枪恋33天》 飾 童可可
- 2014年：《反恐行动之大片儿》 飾 童可可
- 2014年：《來自繁星的你》 飾 童小可
- 2015年：《魔法女僕》 飾 可可
- 2016年：《哎喲青春期》 飾 可可
- 2017年：《女寝夜谈之鬼室友》飾 段然

## 音樂作品
| 專輯名稱   | 專輯資訊                                                    | 曲目 |
| ---------- | ----------------------------------------------------------- | --- |
| 白砂糖女孩 | - 發售日期：2014年2月28日 - 語言：國語 - 發行公司：極韻文化 | 1. 每一次 2. 補妝 3. 一個人也能好好過 4. 做你的新娘 5. 缺席 6. 好想愛他 7. 你能聽見嗎 8. 多莉寶貝 9. 不算話 10. 他們都說         |
| 小光芒     | - 發售日期：2015年1月27日 - 語言：國語 - 發行公司：極韻文化 | 1. 小光芒 2. 萌萌哒 3. 我不會寫歌 4. 欠我的夢 5. 相信愛情相信你 6. 我已不是我 7. 該死的異地戀 8. 繁星 9. 遇見幸福 10. 旋轉音樂盒 |
| 非童小可   | - 發售日期：2016年5月13日 - 語言：國語 - 發行公司：極韻文化 | 1. 我的光芒 2. 一段回憶 3. 我不喜歡你 4. 愛你不囉嗦 5. 眼淚之作                                                                  |

## 單曲
| 年份   | 歌曲 |
| ------ | --- |
| 2013年 | 1. 不解释 (合作单曲) |
| 2014年 | 1. 逆襲吧少年 2. 不敢說的愛 3. 未接來電                                                                                        |
| 2015年 | 1. 致閨蜜 2. 花下舞劍 3. 萌萌滴乖乖滴 4. 萌二代 5. 別讓我放不下                                                                |
| 2016年 | 1. 氣質少女 2. 吃貨進行曲 3. 小秘密 4. 聽你愛聽的歌 5. 非主戀 6. 怪我咯 7. 別再讓步 8. 泣靈 9. 少女心                          |
| 2017年 | 1. 一種感覺 2. 薛定諤的貓 3. 天灰灰 4. 嬉戲大作戰 5. 一直想去看你 6. 對的人 7. 把幸福冰一下                                    |
| 2018年 | 1. 厮守 2. 湘妃 3. 蛻變 4. 愛過 5. 双人制度 6. 青春年華 7. 真的好嗎 8. 好像 9. 何必在意 10. 不确定 11. 買買買買買 12. 需要失控 |
| 2019年 | 1. 甜蜜发酵 2. 大了灰了狼 3. 粉色雲彩 4. 悄悄愛著你 5. 半茶 6. 一口一口 7. 嗑瓜子 8. 野猪disco 9. 說好一起走 10. 因為是你      |
| 2020年 | 1. 星辰入梦 2. 只有你与众不同 3. Love Honey 4. 弱者 5. 多一点 6. 遥远星球 7. 来不及说爱你 8. 心动 9. 像什麼樣子 10. 好Bye      |
| 2021年 | 1. 落雨時刻 2. 第一喜歡 3. 馬提尼                                                                                              |
| 2022年 | 1. 親愛的貓星人 2. 無一不是你 3. 点亮银河 4. 故事还长 (清甜版)                                                                 |
| 2024年 | 1. 执笔做长枪 2. 你要去保护别的女孩                                                                                            |